# Erich Steinbeck

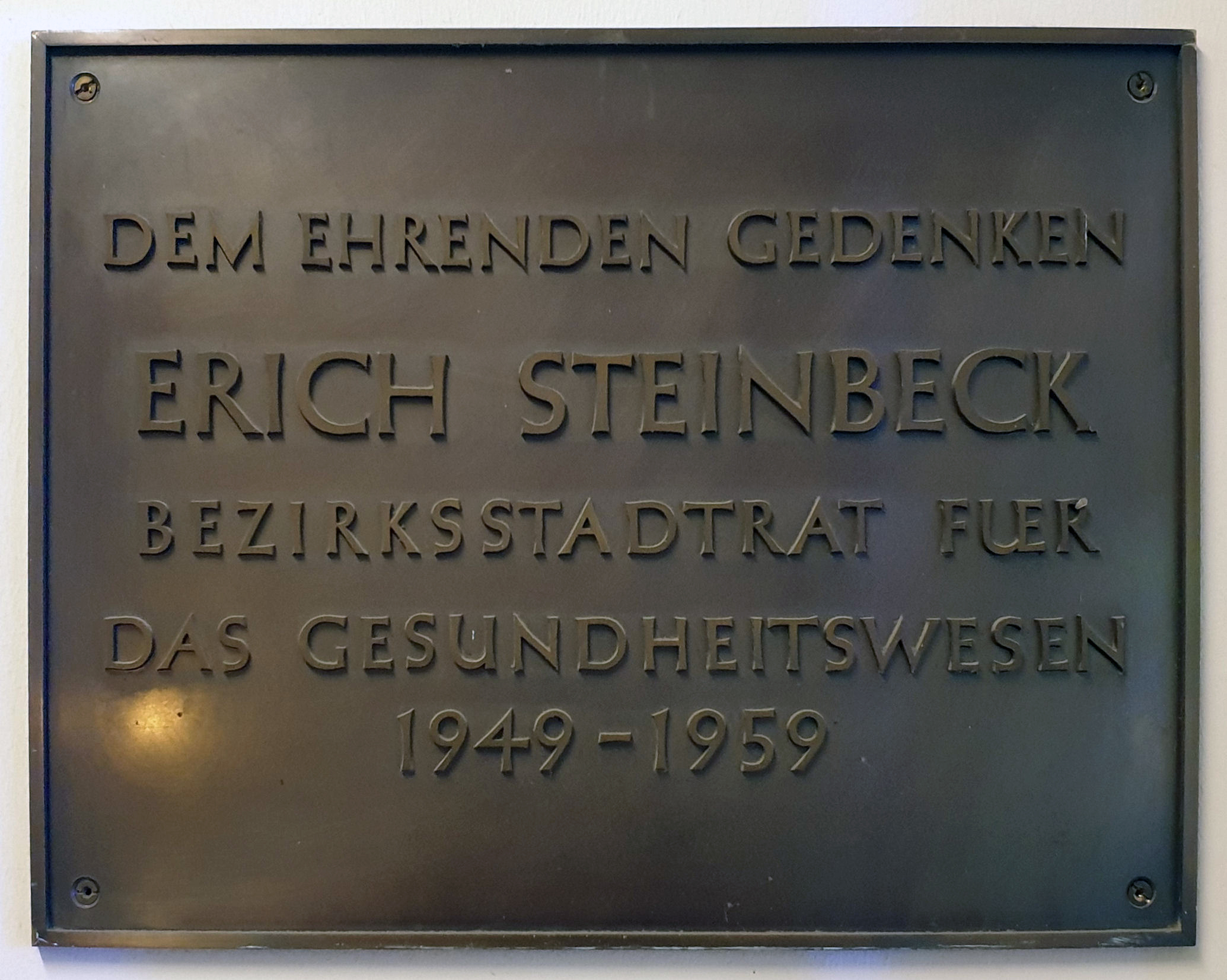
Gedenktafel im Haus, Urbanstraße 24, in Berlin-Kreuzberg

Erich Steinbeck (* 9. September 1892 in Witten; † 22. Juni 1960 in Berlin) war ein deutscher Politiker (CDU).
Erich Steinbeck besuchte ein Gymnasium und legte das Abitur ab. Er machte eine Ausbildung im Drogen- und Chemikalienhandel und studierte an einer Fach- und Technischen Hochschule für Chemie. Er arbeitete als technischer Kaufmann und Chemiker. Im Ersten Weltkrieg wurde er 1916 eingezogen und geriet anschließend in französische Kriegsgefangenschaft. Von 1920 bis 1942 arbeitete Steinbeck bei der Telefunken-Schallplatten GmbH und schließlich bei der Rohstoff-Handelsgesellschaft.
Nach dem Zweiten Weltkrieg trat Steinbeck 1945 der CDU bei. Bei der ersten Berliner Wahl 1946 wurde er in die Bezirksverordnetenversammlung im Bezirk Kreuzberg gewählt und sofort zum Bezirksrat für Gesundheitswesen von Kreuzberg gewählt. Bei der folgenden Wahl 1948 wurde er als Bezirksrat gleichzeitig in die Stadtverordnetenversammlung von Groß-Berlin gewählt. Bei den weiteren Wahlen 1950 und 1954 wurde Steinbeck jeweils in das Abgeordnetenhaus von Berlin gewählt, schied aber wegen seiner Tätigkeit als Bezirksstadtrat nach einigen Wochen wieder aus. 1958 lehnte er trotz seiner Wiederwahl im Parlament das Mandat ab, 1959 schied er aus Altersgründen als Bezirksstadtrat in Kreuzberg aus.
Von 1947 bis 1951 war Steinbeck Vorsitzender der CDU Kreuzberg.